# علی برومند
علی برومند  سیاست‌مدار ایرانی بود، که در   دوره بیست و یکم  بعنوان نماینده اسدآباد در مجلس شورای ملی حضور داشت.